# Rennes-sur-Loue
Rennes-sur-Loue é uma comuna francesa na região administrativa de Borgonha-Franco-Condado, no departamento de Doubs. Estende-se por uma área de 5,5 km². Em 2010 a comuna tinha 112 habitantes (densidade: 20,4 hab./km²).